# Grütztopf
Der Grütztopf ist in der Heraldik eine Wappenfigur, die in verschiedenen Wappen von Friesland vorkommt. Nach einer Sage stülpten friesische Frauen den Unwesen treibenden Wichteln des Zwergenkönigs Finn diesen Topf mit heißer Grütze über den Kopf, um sie in die Flucht zu schlagen. Ein andermal traf es die Dänen im Krieg, da die friesischen Männer mutlos das Schlachtfeld verlassen hatten. Denkbar ist auch heißer Kohl, der bei Pidder Lüng eine Rolle spielt.
Die Darstellung des Grütztopfs im Wappen ähnelt dem Grapen und gelegentlich ragt der Rührlöffel aus dem Topf. Die Farbgebung folgt entsprechend der heraldischen Tingierung.

Gokels
Amt Südtondern
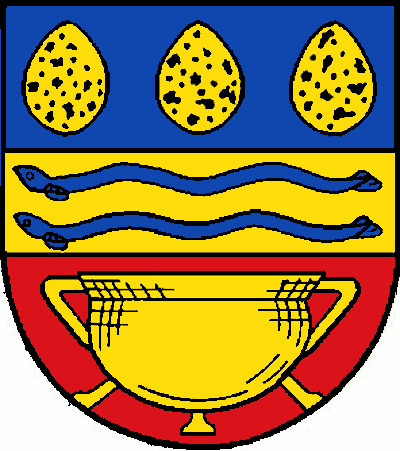
Sillenstede
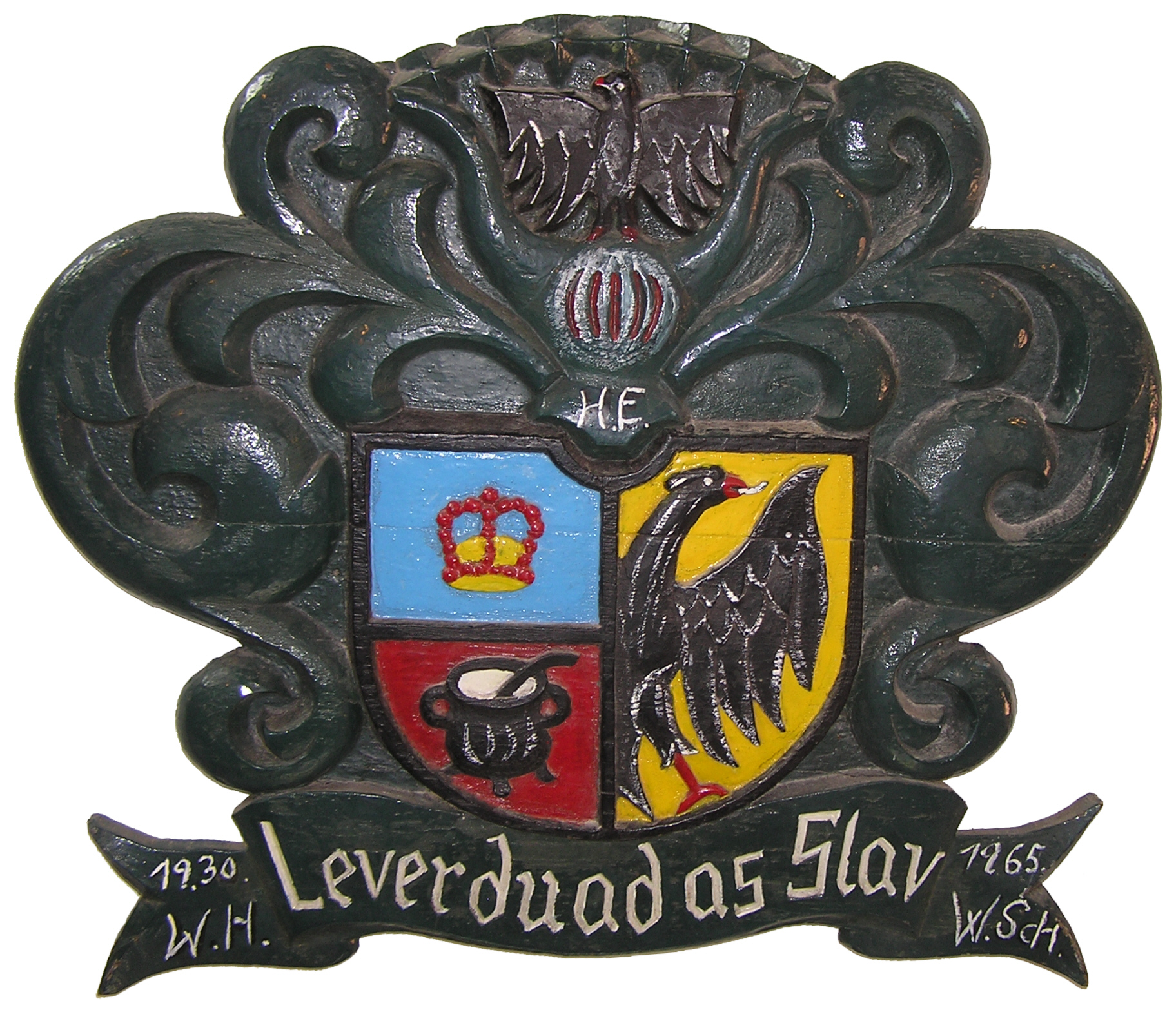
Wappen der Nordfriesen